# Dingy-Saint-Clair
Dingy-Saint-Clair – miejscowość i gmina we Francji, w regionie Owernia-Rodan-Alpy, w departamencie Górna Sabaudia.
Według danych na rok 1990 gminę zamieszkiwało 658 osób, a gęstość zaludnienia wynosiła 19 osób/km² (wśród 2880 gmin regionu Rodan-Alpy Dingy-Saint-Clair plasuje się na 1015. miejscu pod względem liczby ludności, natomiast pod względem powierzchni na miejscu 152.).